# Бюльштринген
Бюльштринген (нем. Bülstringen) — община в Германии, в земле Саксония-Анхальт. 
Входит в состав района Оре. Подчиняется управлению Флехтинген.  Население составляет 925 человек (на 31 декабря 2010 года). Занимает площадь 20,28 км².